# برايان كي
برايان كي هو سياسي بريطاني، ولد في 20 سبتمبر 1947 في Darfield, South Yorkshire ‏ في المملكة المتحدة، وتوفي في 20 يناير 2016. نشط حزبياً في حزب العمال. في انتخابات البرلمان الأوروبي 1979، انتخب عضو في البرلمان الأوروبي عن دائرة Yorkshire South (European Parliament constituency) ‏ لترشحه ضمن قائمة حزب العمال، وقد انضم خلال فترته النيابية (17 يوليو 1979 – 23 يوليو 1984) للكتلة البرلمانية التحالف التقدمي للاشتراكيين والديمقراطيين.